# منزل مليء بالحب
منزل مليئ بالحب (هانغل: 풀하우스)؛ هو مسلسل تلفزيوني كوميدي رومانسي كوري جنوبي لعام 2004، مقتبس من المانهوا الذي ألفه وون سو يون، تم بثه على قناة كي بي إس 2 يومي الأربعاء والخميس في تمام الساعة 21:50 بتوقيت (KST) لمدة 16 حلقة من 14 يوليو إلى 2 سبتمبر 2004.

## القصة
تدور الأحداث حول كاتبة سيناريو طموحة يخدعها صديقاها المقرّبان ويُقنعانها بأنّها فازت بعطلة مجانيّة، لكنهما يستغلان عدم وجودها ليبيعا منزلها!

## طاقم
- سونغ هاي كيو بدور هان جي ايون.[6][7]

فتاة متفائلة ومبهجة تعيش في «المنزل» الذي ورثته عن والديها، هي كاتبة طموحة، انتهى بها الأمر بالزواج من يونغ جاي بموجب عقد زواج من أجل الاحتفاظ بـ «بالمنزل»، لكنها فيما بعد تقع في حبه.
- رين بدور لي يونغ جاي

ممثل كوري شهير، على الرغم من أنه يبدو مغرورًا وعنيدًا، إلا أنه يهتم بشدة بأصدقائه، لديه مشاعر سرية تجاه صديقة طفولته، هي-وون، لكنه يقع لاحقًا في حب جي إيون، علاقته مع والده الطبيب سيئة.
- هان إيون جونغ في دور كانغ هي وون

صديقة مقربة من يونغ جاي تعرفه منذ الطفولة، تعمل كمصممة أزياء، وهي تصمم أيضًا معظم ملابس يونغ جاي، قابلت عديد من الرجال لكنها لم تحب سوى يوو مين هيوك، إنها أنانية ومتلاعبة وتحاول التمسك بمين هيوك ويونغ جاي في نفس الوقت.
- كيم سونغ سو بدور يو مين هيوك

فتى مسرحي، ذكي وثري، لكنه يظل منفصلاً عن الناس بسبب أسلوب حياته المزدحم، وهو أيضًا صديق مقرب ليونغ جاي، الذي يثق فيه بمشاعره تجاه جي اون. مين هيوك هو مدير شركة إعلامية كبيرة، تتطور مشاعرهان جي ايون، في النهاية، يرى أنها لا تستطيع أن تحب أي شخص آخر غير لي يونغ جاي ويتركها.

## الأستقبال
حطم المسلسل ارقاما قياسية في كوريا الجنوبية، بمتوسط تقيييم بنسبة 42% على مستوى البلاد، كما كتسح شهرة عالمية في جميع انحاء العالم.
تعتبر الدراما من رواد نوع «الكوميديا الرومانسية» في الدراما الكورية، وقد حققت نجاحًا كبيرًا في آسيا وساعدت في دفع الموجة الكورية.

## المشاهدات
| الحلقة | تاريخ البث الأصلي | نيلسن كوريا       | نيلسن كوريا   |
| الحلقة | تاريخ البث الأصلي | AGB نيلسن         | AGB نيلسن     |
| الحلقة | تاريخ البث الأصلي | على الصعيد الوطني | سيول          |
| ------ | ----------------- | ----------------- | ------------- |
| 1      | 14 يوليو 2004     | 25.4٪ (الأول)     | 25.9٪ (الأول) |
| 2      | 15 يوليو 2004     | 28.5٪ (الأول)     | 29.2٪ (الأول) |
| 3      | 21 يوليو 2004     | 31.4٪ (الأول)     | 32.1٪ (الأول) |
| 4      | 22 يوليو 2004     | 34.1٪ (الأول)     | 35.2٪ (الأول) |
| 5      | 28 يوليو 2004     | 36.8٪ (الأول)     | 37.7٪ (الأول) |
| 6      | 29 يوليو 2004     | 38.9٪ (الأول)     | 40.0٪ (الأول) |
| 7      | 4 أغسطس 2004      | 39.6٪ (الأول)     | 40.4٪ (الأول) |
| 8      | 5 أغسطس 2004      | 39.9٪ (الأول)     | 40.7٪ (الأول) |
| 9      | 11 أغسطس 2004     | 40.2٪ (الأول)     | 40.9٪ (الأول) |
| 10     | 12 أغسطس 2004     | 40.5٪ (الأول)     | 41.3٪ (الأول) |
| 11     | 18 أغسطس 2004     | 41.0٪ (الأول)     | 42.0٪ (الأول) |
| 12     | 19 أغسطس 2004     | 41.6٪ (الأول)     | 42.1٪ (الأول) |
| 13     | 25 أغسطس 2004     | 41.4٪ (الأول)     | 42.0٪ (الأول) |
| 14     | 26 أغسطس 2004     | 41.5٪ (الأول)     | 42.1٪ (الأول) |
| 15     | 1 سبتمبر 2004     | 41.4٪ (الأول)     | 42.2٪ (الأول) |
| 16     | 2 سبتمبر 2004     | 42.0٪ (الأول)     | 42.2٪ (الأول) |
| متوسط  | متوسط             | 37.8٪             | 38.5٪         |

## الجوائز
2004 جوائز كي بي اس لدراما.
- جائزة التميز الأعلى، ممثلة - سونغ هي كيو
- جائزة التميز، ممثل - راين
- جائزة الشعبية، ممثل - راين
- جائزة الشعبية، ممثلة - سونغ هاي كيو
- أفضل ثنائي - راين وسونغ هاي كيو

## الإنتاج
موقع المنزل الملقب، فول هاوس، هو منزل تم بناؤه خصيصًا لهذه المسلسل، يقع في منطقة جوانجيوك سي في انتشيون، بالقرب من مطار انتشون الدولي، وعلى بعد 10 دقائق بالقارب من ميناء ساموك، تكلفة المنزل المصنوع من الخشب في معظمه، حوالي مليون دولار أمريكي، يشمل المواقع السياحية القريبة.
ظل المنزل بالمنطقة عامل جذب سياحي حتى هدم في أبريل 2013، وذلك بسبب الأضرار التي لا يمكن إصلاحها من الإعصار الذي ضرب المنطقة.
صورت الحلقة الأولى في شنغهاي بالقرب من منقطة بوند، وكذلك صورت بعض الأجزاء من الحلقات في تايلاند.

## روابط خارجية
- منزل مليئ بالحب على موقع IMDb (الإنجليزية)
- منزل مليئ بالحب على موقع نتفليكس (الإنجليزية)
- منزل مليئ بالحب على موقع فيلمافينيتي (الإسبانية)
- منزل مليئ بالحب على موقع ليتربوكسد (الإنجليزية)
- منزل مليئ بالحب على موقع كينوبويسك (الروسية)
- منزل مليئ بالحب على موقع ألو سيني (الفرنسية)
- منزل مليئ بالحب على موقع قاعدة بيانات الفيلم (الإنجليزية)